# Cogia
Cogia är ett släkte av fjärilar. Cogia ingår i familjen tjockhuvuden.

## Bildgalleri

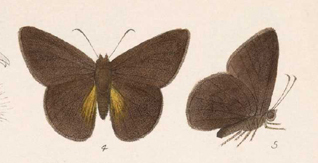
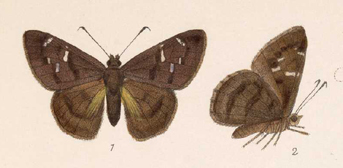
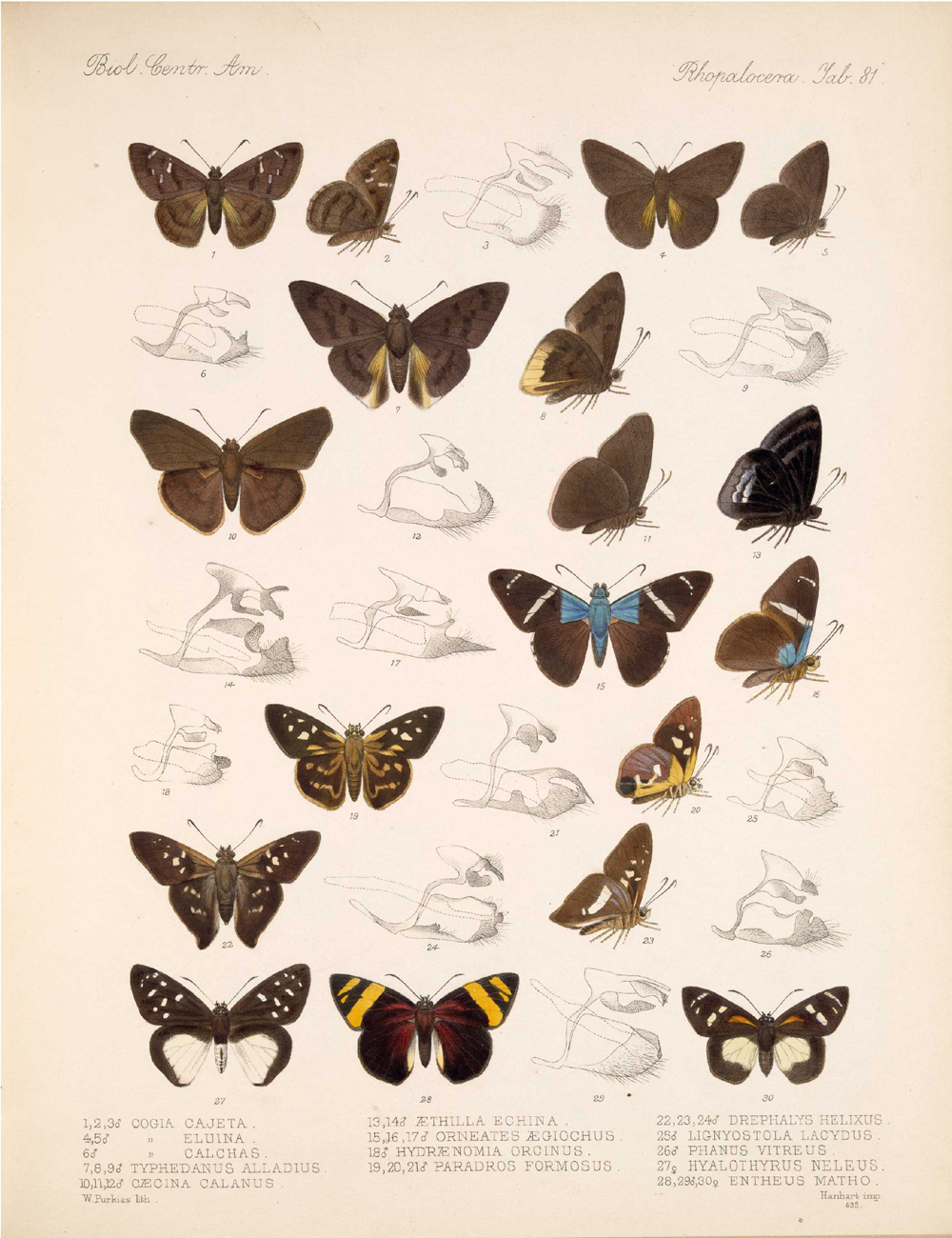
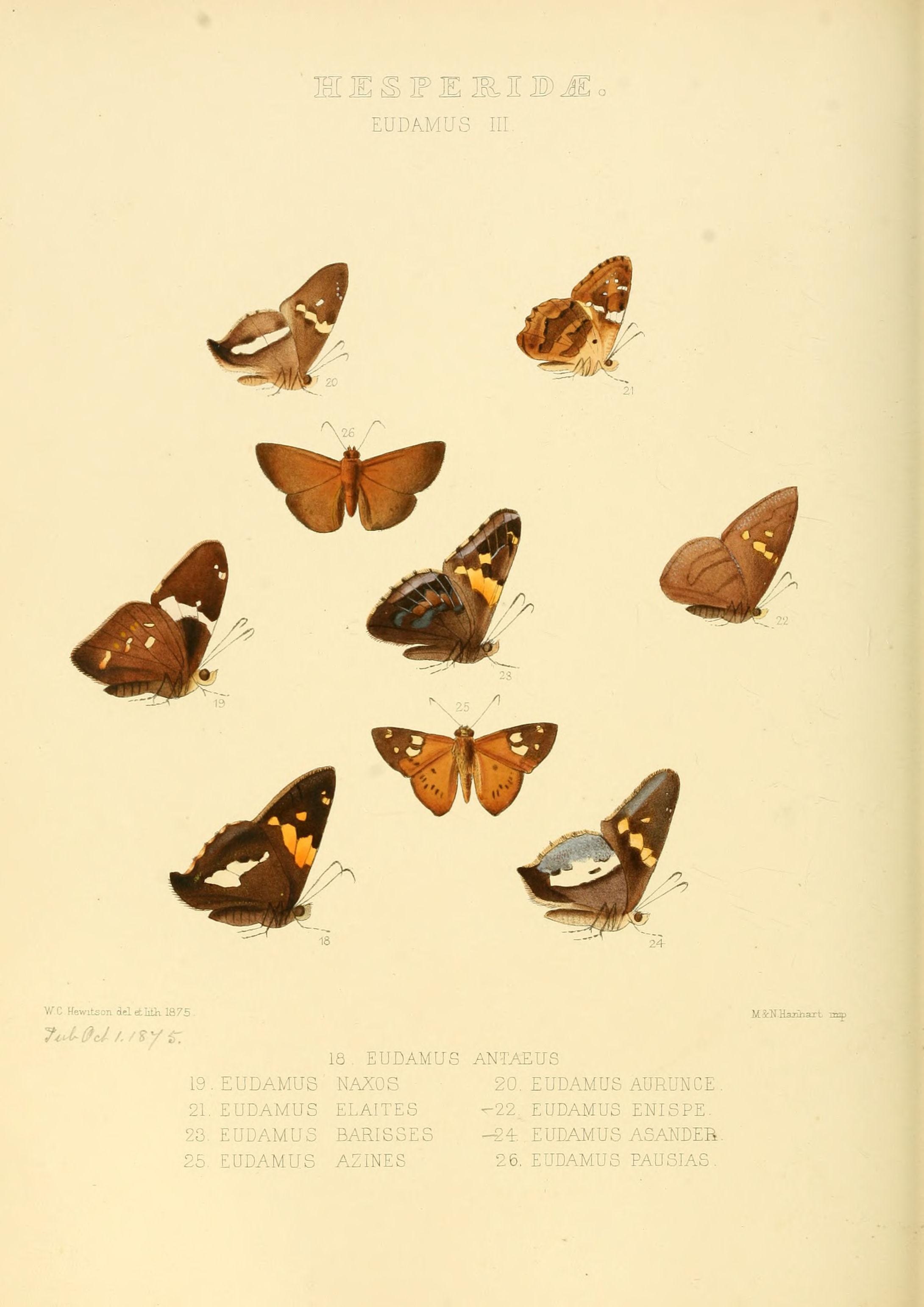
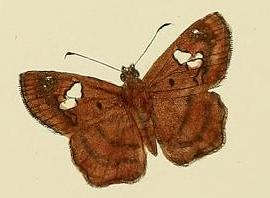
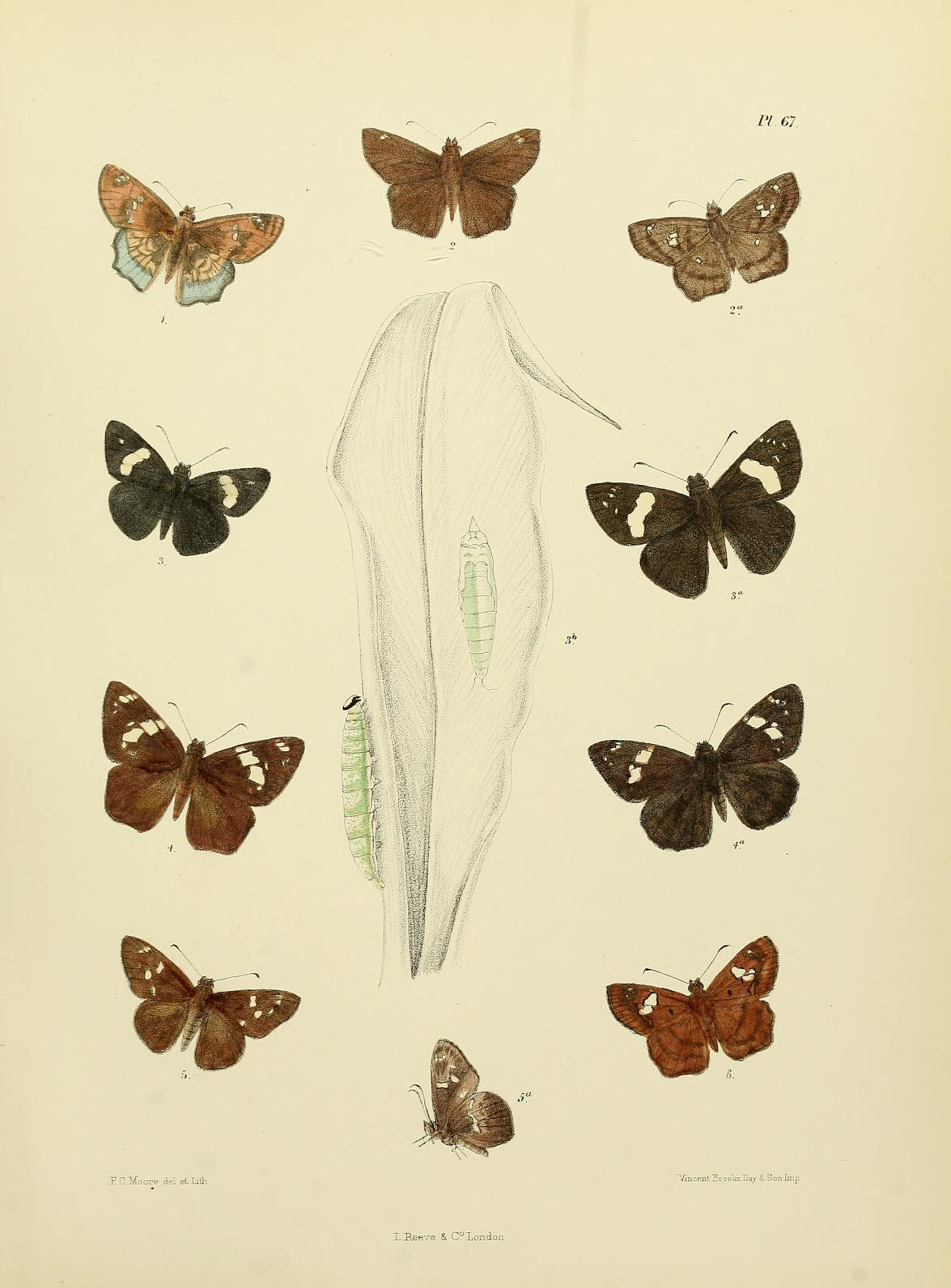

## Dottertaxa tillCogia, i alfabetisk ordning[1]
- Cogia abdul
- Cogia atarana
- Cogia atilia
- Cogia azila
- Cogia cajeta
- Cogia elaitas
- Cogia eluina
- Cogia evansi
- Cogia freudiae
- Cogia gila
- Cogia grandis
- Cogia guandu
- Cogia hassan
- Cogia helenus
- Cogia hester
- Cogia hippalus
- Cogia hiska
- Cogia indra
- Cogia indrani
- Cogia kehelatha
- Cogia landa
- Cogia lankae
- Cogia laxmi
- Cogia maeniata
- Cogia mala
- Cogia outis
- Cogia palawana
- Cogia peninsularis
- Cogia punctilia
- Cogia semperi
- Cogia sheila
- Cogia sobrina
- Cogia thedea
- Cogia tissa
- Cogia troilus
- Cogia uposatha
- Cogia vitrea